# Porto Rico nos Jogos Olímpicos de Inverno de 1984
O Porto Rico competiu nos Jogos Olímpicos de Inverno de 1984, realizados em Sarajevo, Iugoslávia.